# Nelson (Geòrgia)
Nelson és una població dels Estats Units a l'estat de Geòrgia. Segons el cens del 2000 tenia 626 habitants.

## Demografia
Segons el cens del 2000, Nelson tenia 626 habitants, 254 habitatges, i 188 famílies. La densitat de població era de 268,6 habitants/km².
Dels 254 habitatges en un 27,2% hi vivien nens de menys de 18 anys, en un 64,2% hi vivien parelles casades, en un 8,3% dones solteres, i en un 25,6% no eren unitats familiars. En el 22,4% dels habitatges hi vivien persones soles el 10,6% de les quals corresponia a persones de 65 anys o més que vivien soles. El nombre mitjà de persones vivint en cada habitatge era de 2,46 i el nombre mitjà de persones que vivien en cada família era de 2,88.
Per edats la població es repartia de la següent manera: un 19,3% tenia menys de 18 anys, un 7,7% entre 18 i 24, un 28,9% entre 25 i 44, un 27,2% de 45 a 60 i un 16,9% 65 anys o més.
L'edat mediana era de 42 anys. Per cada 100 dones de 18 o més anys hi havia 90,6 homes.
La renda mediana per habitatge era de 44.250 $ i la renda mediana per família de 51.806 $. Els homes tenien una renda mediana de 35.066 $ mentre que les dones 30.450 $. La renda per capita de la població era de 20.604 $. Entorn de l'1,1% de les famílies i el 3,7% de la població estaven per davall del llindar de pobresa.

## Poblacions més properes
El següent diagrama mostra les poblacions més properes.